# Рибарци (Босилеград)
Рибарци су насеље у Србији у општини Босилеград у Пчињском округу. Према попису из 2022. било је 13 становника.

## Демографија
У насељу Рибарци живи 37 пунолетних становника, а просечна старост становништва износи 59,8 година (59,4 код мушкараца и 60,3 код жена). У насељу има 24 домаћинства, а просечан број чланова по домаћинству је 1,63.
Ово насеље је углавном насељено Бугарима (према попису из 2002. године), а у последња три пописа, примећен је пад у броју становника.
|  |

| Демографија | Демографија | Демографија |
| Година      | Становника  | Становника  |
| ----------- | ----------- | ----------- |
| 1948.       | 177         |             |
| 1953.       | 181         |             |
| 1961.       | 167         |             |
| 1971.       | 137         |             |
| 1981.       | 93          |             |
| 1991.       | 56          | 54          |
| 2002.       | 39          | 39          |
| 2011.       | 23          |             |
| 2022.       | 13          |             |

| Година пописа     | 1948. | 1953. | 1961. | 1971. | 1981. | 1991. | 2002. |
| ----------------- | ----- | ----- | ----- | ----- | ----- | ----- | ----- |
| Број домаћинстава | 40    | 41    | 42    | 39    | 36    | 24    | 24    |

| Број чланова      | 1  | 2 | 3 | 4 | 5 | 6 | 7 | 8 | 9 | 10 и више | Просек |
| ----------------- | -- | - | - | - | - | - | - | - | - | --------- | ------ |
| Број домаћинстава | 13 | 8 | 2 | 1 | 0 | 0 | 0 | 0 | 0 | 0         | 1,63   |

| Пол    | Укупно | Неожењен/Неудата | Ожењен/Удата | Удовац/Удовица | Разведен/Разведена | Непознато |
| ------ | ------ | ---------------- | ------------ | -------------- | ------------------ | --------- |
| Мушки  | 21     | 6                | 9            | 5              | 1                  | 0         |
| Женски | 17     | 1                | 8            | 7              | 1                  | 0         |
| УКУПНО | 38     | 7                | 17           | 12             | 2                  | 0         |

| Пол    | Укупно                    | Пољопривреда, лов и шумарство | Рибарство                            | Вађење руде и камена | Прерађивачка индустрија       |
| ------ | ------------------------- | ----------------------------- | ------------------------------------ | -------------------- | ----------------------------- |
| Мушки  | 14                        | 12                            | 0                                    | 0                    | 1                             |
| Женски | 7                         | 7                             | 0                                    | 0                    | 0                             |
| УКУПНО | 21                        | 19                            | 0                                    | 0                    | 1                             |
| Пол    | Производња и снабдевање   | Грађевинарство                | Трговина                             | Хотели и ресторани   | Саобраћај, складиштење и везе |
| Мушки  | 0                         | 0                             | 0                                    | 0                    | 0                             |
| Женски | 0                         | 0                             | 0                                    | 0                    | 0                             |
| УКУПНО | 0                         | 0                             | 0                                    | 0                    | 0                             |
| Пол    | Финансијско посредовање   | Некретнине                    | Државна управа и одбрана             | Образовање           | Здравствени и социјални рад   |
| Мушки  | 0                         | 0                             | 0                                    | 1                    | 0                             |
| Женски | 0                         | 0                             | 0                                    | 0                    | 0                             |
| УКУПНО | 0                         | 0                             | 0                                    | 1                    | 0                             |
| Пол    | Остале услужне активности | Приватна домаћинства          | Екстериторијалне организације и тела | Непознато            | Непознато                     |
| Мушки  | 0                         | 0                             | 0                                    | 0                    | 0                             |
| Женски | 0                         | 0                             | 0                                    | 0                    | 0                             |
| УКУПНО | 0                         | 0                             | 0                                    | 0                    | 0                             |

| Етнички састав према попису из 2002.‍ | Етнички састав према попису из 2002.‍ | Етнички састав према попису из 2002.‍ | Етнички састав према попису из 2002.‍ | Етнички састав према попису из 2002.‍ |
| ------------------------------------ | ------------------------------------ | ------------------------------------ | ------------------------------------ | ------------------------------------ |
|                                      |                                      |                                      |                                      |                                      |
| Бугари                               | Бугари                               |                                      | 27                                   | 69,23%                               |
| Срби                                 | Срби                                 |                                      | 12                                   | 30,76%                               |

| Етнички састав према попису из 2022.‍ | Етнички састав према попису из 2022.‍ | Етнички састав према попису из 2022.‍ | Етнички састав према попису из 2022.‍ | Етнички састав према попису из 2022.‍ |
| ------------------------------------ | ------------------------------------ | ------------------------------------ | ------------------------------------ | ------------------------------------ |
|                                      |                                      |                                      |                                      |                                      |
| Срби                                 | Срби                                 |                                      | 3                                    | 23,1%                                |
| неизјашњени                          | неизјашњени                          |                                      | 5                                    | 38,5%                                |
| непознато                            | непознато                            |                                      | 3                                    | 23,1%                                |